# Centipede
Centipede (pol. Stonoga) – brytyjska grupa jazzrockowa lub awangardowego rocka.
Ten nietypowy zespół, właściwie 50-osobowa orkiestra, działał w latach 1970–1975.
Został on założony przez wybitnego pianistę jazzowego Keitha Tippetta w celu realizacji jego kompozycji napisanej w 1970 r. Septober Energy. Music for 50 People and 100 Feet. Utwór ten był dwugodzinną suitą. Tippett właściwie osobiście dobierał muzyków. Realizacja tego projektu była unikalnym, niezwykłym pokazem braterstwa muzyków.
Tippett zgromadził muzyków ze świata muzyki poważnej, jazzowej, jazzrockowej i rockowej. Jego pierwszym wyborem był Robert Wyatt. Inni byli członkami znakomitych zespołów tego czasu: Keith Tippett Group, Soft Machine, King Crimson, Blossom Toes, Nucleus...

## Koncerty zespołu
- 20 i 21 listopada 1970 - Art Festival w teatrze Alhambra w Bordeaux we Francji
- 12 czerwca 1971 - Doelen, Holandia
- 14 października 1971 - Royal Albert Hall, Londyn, Anglia

Wokal - Julie Tippets, Maggie Nicols, Zoot Money, Mike Patto, Boz Burrell
Trąbki - Ian Carr, Marc Charig, Mongezi Feza
Saksofony - Alan Skidmore, Gary Windo, Ian McDonald, Brian Smith, Karl Jenkins, Dudu Pukwana
Puzony - Nick Evans, Paul Rutherford
Gitary - Ollie Halsall, Brian Godding
Pianino - Keith Tippett
Gitara basowa - Brian Belshaw
Kontrabasy - Roy Babbington, Jeff Clyne
Perkusje - John Marshall, Robert Wyatt
- 19 grudnia - Rainbow Theatre, Londyn, Anglia

## Septober Energy
W czerwcu 1971 r. Centipede przystąpiła do nagrania dwupłytowego albumu Septober Energy w Wessex Studios w Londynie. Producentem był Robert Fripp.
Oto plan pomagający w identyfikacji muzyków solistów. Zawiera on spis muzyków, których zidentyfikowanie nastręczałoby trudności (np. solo saksofonowe mogło wykonywać kilku saksofonistów).
Część I
A. Trio: Marc Charig - kornet, Elton Dean - saksofon altowy, Nick Evans - puzon.
B. Wilf Gibson - skrzypce.
C. Duet: Gary Windo - saksofon tenorowy, Mongezi Feza - kieszonowy kornet
D. Kwartet: Elton Dean - saksofon altowy, Roy Babbington - kontrabas, John Marshall - perkusja, Keith Tippett - fortepian.
E. Jeff Clyne - kontrabas, Dave Markee - kontrabas
Część II
A. Duet: Dudu Pukwana: saksofon altowy, Larry Stabbins: saksofon tenorowy
B. Ian Carr - skrzydłówka
C. Alan Skidmore: saksofon tenorowy
D. Brian Godding - gitara
E. Mark Charig - kornet
F. Karl Jenkins - obój
G. Duet: Brian Smith- saksofon tenorowy, Dave Amis - puzon
Część III
A. Kwintet: Dave White - klarnet, Jan Steel - flet, Paul Rutherford - puzon, John Williams - saksofon sopranowy, Ian MacDonald: saksofon altowy
Część IV
A. Elton Dean - saksello
B. Marc Charig - kornet, Keith Tippett - fortepian
Perkusje: John Marshall (kanał lewy), Robert Wyatt (środek), Tony Fennell (kanał prawy)
Wokalnie wykonywany jest wiersz Julii Tippetts, znanej wcześniej jako Julie Driscoll.
Po nagraniu albumu grupa dalej koncertowała. W czerwcu 1971 r. zespół jest w Holandii i gra w kilkunastu miejscach w Rotterdamie. 14 października 1971 zespół wystąpił w Royal Alberet Hall w Londynie.

## Muzycy
- Skrzypce: Wendy Treacher, John Trussler, Roddy Skeaping, Wilf Gibson, Carol Slater, Louise Jopling, Garth Morton, Channa Salononson, Steve Rowlandson, Mica Comberti, Colin Kitching, Philip Saudek, Esther Burgi
- Wiolonczele: Michael Hurwitz, Timothy Kramer, Suki Towb, John Rees-Jones, Katherine Thulborn, Catherine Finnis
- Trąbki: Peter Parkes, Mick Collins, Ian Carr, Mongesi Feza, Marc Charig
- Saksofony altowe: Elton Dean, Jan Steel (także na flecie), Ian MacDonald, Dudu Pukwana
- Saksofony tenorowe: Larry Stabbins, Gary Windo, Brian Smith, Alan Skidmore
- Saksofony barytonowe: Dave White (także na klarnecie), Karl Jenkins (także na oboju), John Williams (saksofon basowy, także sopranowy)
- Puzony: Nick Evans, Dave Amis, Dabe Perrottet, Paul Rutherford
- Perkusje: John Marshall, Tony Fennell, Robert Wyatt
- Gitara: Brian Godding
- Gitara basowa: Brian Belshaw
- Wokaliści: Maggie Nicols, Julie Tippetts, Mike Patto, Zoot Money
- Kontrabasy: Roy Babbington (także na gitarze basowej), Jill Lyons, Harry Miller, Jeff Clyne, Dave Markee
- Fortepian: Keith Tippett

## Dyskografia
- Septober Energy (2 LP), Neon NE 9 (1971) WB
- Septober Energy (2 LP), RCA DPS 2054 (1974) WB
- Septober Energy (2 LP), RCA CLP2-5042 (1974) USA
- Septober Energy (2 CD), Dandisc CENT 1 (1992) Niemcy
- Septober Energy (2 CD), Blueprint BP 4543 (2000) Wielka Brytania
- Septober Energy (2 CD), BGO (2000)
- Septober Energy (2 CD), Disconforme DISC 1965 (2004) Hiszpania